# 八折的士
「八折的士」（有時稱作「折扣黨」）是香港的士的載客模式之一，開始於2002－2003年，指的士司機及乘客在不按計程器（又稱為咪錶）計費的情況下接載乘客前往指定目的地以另收一個由雙方議定的服務價錢。乘客一般只需付計程器所顯示的收費的一定百份比，大約是9折（短加長減方案後）。實施短加長減方案前，折扣約為計程器所顯示的收費的80%，因而得名。因為這種不按計程器計費的收費方式，只有在乘客主動提出的情況下才合法，而如果由司機主動提出﹙不論增加或減少收費﹚則為非法，所以一般都由乘客提出，但間中亦有司機非法主動提供折扣以吸引乘客。

## 背景
由於2002年至2003年間，香港經濟轉差，的士生意減少，同時又有大批失業人士轉職為的士司機，導致供求失衡。部份司機願意減收車資，但礙於法例不容許司機不按計程器收費，於是議價需由乘客提出。由於早期只有少數司機接受不按計程器收費，所以乘客遇上這類司機時，都會要求司機提供連絡方法，方便日後再次光顧。

## 經營模式
現行香港法例下，不容許司機不按計程器收費。一般在乘客主動提出不按計程器收費的情況下，而司機亦没有反對，才能促成交易。因為長途車費的利潤較高，所以議價的情況在長途車程為主。
以往，由於的士都由公司經營，所以司機都屬於打工性質，為了保障經營者本身利益，於是設計了一個分帳制度，即扣除油費之後，每更車的總營業額以計程表的累計總數作6：4形式分拆，即公司佔60％，司機佔40％，這種制度的弊端是司機對車資多寡完全沒有決定權，一旦走錯了路而乘客要求減收車資時，司機就要自掏腰包補貼；後來，個人車主出現，隨即衍生另一種制度—租車製，它的優點在於車主和司機都更公平，車主可以市場價格將車租予司機，而司機在彼此協議的時間內，只需負責油費和固定的車租，至於計程表內所顯示的數額，並不影響司機的收入；於是，司機在遇上某些特殊情況時，就可以自行將車資與乘客協商調整，而這種形式一直沿用至今，當代衍生的「八折黨」就是一個明顯例子，而這種租車製已經完全取代了分帳制時，的士從業員大致可分為租車司機、出租車主和車主司機三類。
沒有的士的租車司機可向的士車主租用的士，他們只需負責燃料方面的開支；維修費、保養費、保險費和牌照費則由車主負責。而「出租車主」是指不駕駛自己的士營業的車主，他們只把的士出租給租車司機。另外，亦有車主也兼任司機，自己駕駛一更，另一更則出租給其他司機營業。